# CA Independiente
Club Atlético Independiente je fotbalový klub hrající argentinskou první ligu Primeru División. Sídlí ve městě Avellaneda v aglomeraci Buenos Aires.
Největším rivalem je Racing Club ze stejné čtvrti a jejich derby pojmenované Clásico De Avellaneda je druhým nejžhavějším derby v Argentině po rivalitě River Plate–Boca Juniors. Independiente, zmíněné trio klubů a San Lorenzo tvoří tzv. Velkou pětku (Cinco Grandes).
Independiente je historicky prvním argentinským vítězem Poháru osvoboditelů. Soutěž vyhrálo celkem sedmkrát (poprvé roku 1964) a tento počet je i v roce 2020 nepřekonán. Rovněž nepřekonaným počinem je série čtyř výher v řadě mezi roky 1972–1975. Klub je jediným vítězem Poháru osvoboditelů, který finále této soutěže nikdy neprohrál.

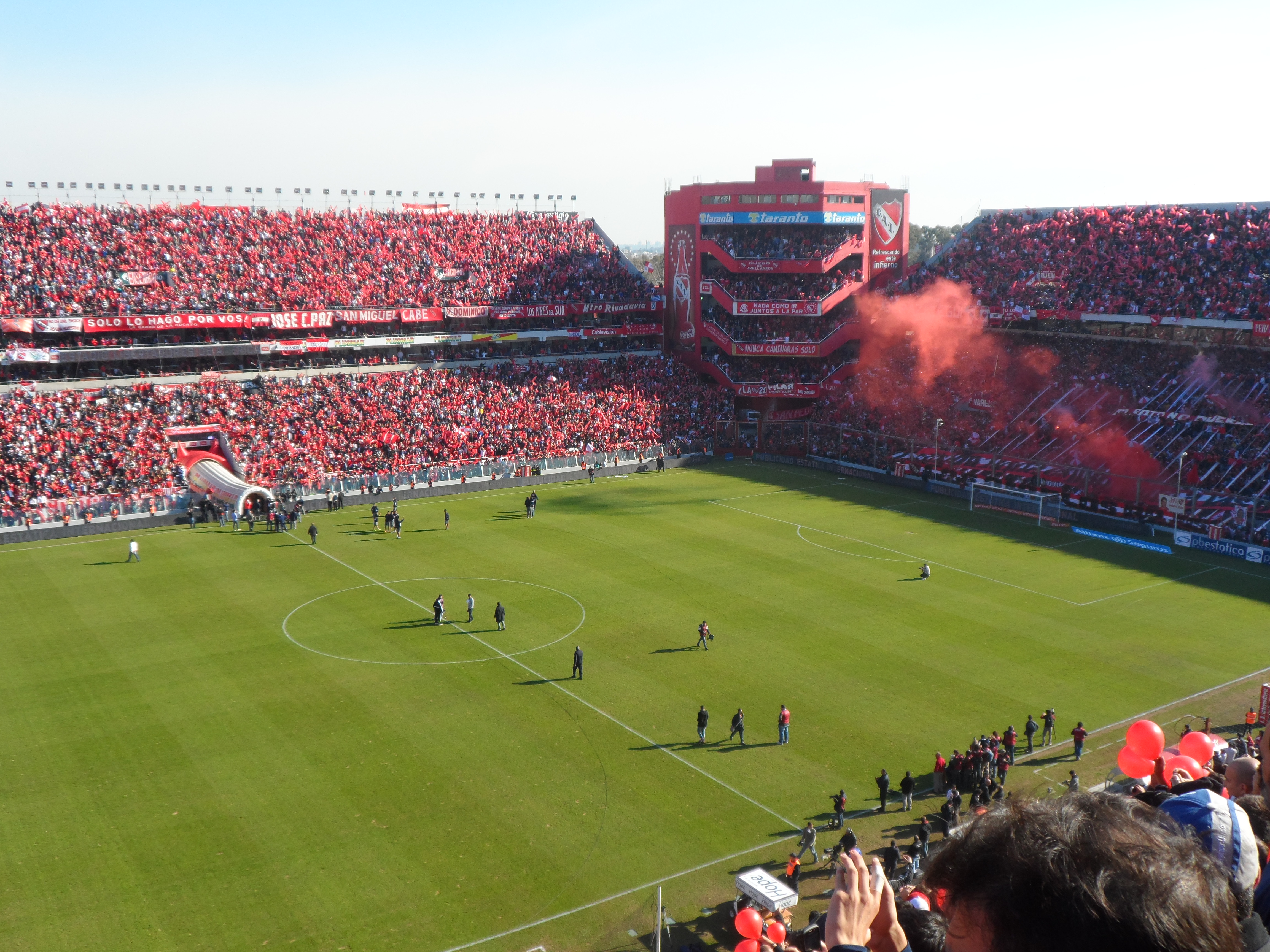

## Historie
Klub vznikl roku 1904 v řadách zaměstnanců luxusního obchodu se zaměřením na módu. Zatímco zaměstnanci na vyšších místech jako manažeři se účastnili fotbalové ligy firemních oddílů, tak níže postavení a mladší ze zaměstnanců se mohli účastnit jen jako diváci. V důsledku nespokojenosti založili dne 4. srpna 1904 klub pojmenovaný Independiente (nezávislý). Prozatímním předsedou se stal Rosendo Degiorgi, jeho rodina totiž skupinu podpořila provizorními prostory. Na začátku dalšího roku se klub zaregistroval. Roku 1907 si klub zajistil hřiště ve městě Avellaneda a připojil se k Argentinskému fotbalovému svazu. Roku 1908 si Independiente osvojilo tradiční červené dresy s bílými manžetami, inspirováno anglickým klubem Nottingham Forest. O čtyři roky později šlo již o prvoligový klub.
V tomto období v lize dominoval Racing Club, budoucí úhlavní nepřítel a rival, jenž mezi roky 1913 až 1919 získal sedm titulů a zaznamenal jen pět porážek. Jednou z nich byla porážka 1:2 s Independiente, a to v roce 1914. Racing Club se přesunul rovněž do Avellanedy a stejně jako Independiente se roku 1919 začlenil do separátní amatérské ligy Asociación Amateurs de Football (AAmF). Racing Club nejprve dominoval jako v předchozí lize, Independiente mezitím rostlo a roku 1921 skončilo třetí.
Independiente poprvé triumfovalo roku 1922 také zásluhou útočníka jménem Manuel Seoane, další titul přidalo čtyři roky nato. Ve 30. letech se Racing Club i Independiente musely smířit s nadvládou River Plate. Vzájemné zářijové utkání odehrané roku 1931 dopadlo výhrou Racingu 7:4, stárnoucí Seoane byl zastíněn Vicentem Del Giudicem, přezdívaným „Pichín“. Fotbalisté Independiente slavili tituly v letech 1938 a 1939 a roku 1940 svého rivala přehráli 7:0. V Argentině se hrál fotbal světové válce navzdory a v roce 1938 si klub přišel na další titul. Ani výhra Independiente 4:0 neodklonila Racing Club od prvenství v roce 1961, jejich další střet v listopadu byl však za stavu 1:1 kvůli potyčkám hráčů přerušen a sedm z nich si vysloužilo vyloučení.
V roce 1964 se klub z Avellanedy dostal do finále Poháru osvoboditelů a vyhrál jej neporažený, aby v následujícím ročníku obhájil. Roku 1965 se na stadionu Independiente La Doble Visera odehrálo další derby, ve kterém se sice Racing ujal vedení 2:1, rozhodčí Humberto Dellacasa však stačil vyloučit už čtyři jeho hráče za 20 minut. Když pískl penaltu pro domácí mužstvo, jeden ze hráčů Racingu si stěžováním u Dellacasa vysloužil vlastní vyloučení, čímž měl být zápas technicky ukončen (Racing měl v poli pět hráčů). Domácí přesto dostali příležitost penaltu kopnout a proměnili ji a až poté byl zápas ukončen. Svaz rozhodčího potrestal zákazem činnosti po dobu tří měsíců, ovšem tri body pro Independiente platily. Pět let poté se během derby těchto týmů mělo rozhodnout o ligovém mistrovi, přičemž hostující Independiente potřebovalo vyhrát. Jako rozhodčí stanul znovu Dellacasa. Dvacet minut před koncem činil stav 2:2, než rozhodčí pískl penaltu pro hosty. Ujal se ji útočník Aníbal Tarabini, který penaltu zahrával rovnou dvakrát, rozhodčí totiž nechal kop opakovat pro nesprávný postoj brankáře Agustína Cejase a po dvou varováních pro brankáře Dellacasa odpískal technický gól pro hosty. Independiente vyhrálo 3:2.
V roce 2013 Independiente poprvé sestoupilo z nejvyšší ligové soutěže do druhé ligy, Nacional B.

## Známí hráči
- Manuel Seoane (1921–1924, 1926–1933)
- Arsenio Erico (1934–1946)
- Ricardo Bochini (1971–1991)[6]
- Sergio Agüero (2003–2006)

## Úspěchy

### Domácí
- Primera División (16): 1922 AAm, 1926, 1938, 1939, 1948, 1960, 1963, 1967 Nacional, 1970 Metropolitano, 1971 Metropolitano, 1977 Nacional, 1978 Nacional, 1983 Metropolitano, 1988–89, 1994 Clausura, 2002 Apertura

### Mezinárodní
- Interkontinentální pohár (2): 1973, 1984
- Copa Interamericana (3): 1973, 1974, 1975
- Pohár osvoboditelů (7): 1964, 1965, 1972, 1973, 1974, 1975, 1984
- Copa Sudamericana (2): 2010, 2017
- Recopa Sudamericana (1): 1995
- Supercopa Libertadores (2): 1994, 1995